# Medio quetzal
El medio quetzal fue una moneda de Guatemala de la Ley de 26 de noviembre de 1924;
El 26 de noviembre de 1924, el presidente José María Orellana emitió la Ley Monetaria mediante Decreto número 879, que dio vida al quetzal como moneda oficial.
Ese mismo año se produjo la moneda de medio quetzal.
| Moneda        | Año  | Material | Imagen (Ambos lados)                                                |
| ------------- | ---- | -------- | ------------------------------------------------------------------- |
| Medio Quetzal | 1925 | Plata    | Medio Quetzal Archivado el 7 de octubre de 2021 en Wayback Machine. |